# غيل الدهن (قارة)

تعديل مصدري - تعديل

غيل الدهن هي إحدى قرى عزلة قارة بمديرية قارة التابعة لمحافظة حجة، بلغ تعداد سكانها 139 نسمة حسب تعداد اليمن لعام 2004.